# 신암행어사
신암행어사는 윤인완이 쓰고 양경일이 그린 만화로, 일본에서 연재되었고 한국으로는 정식 수입되었다. 스케일이 크고 만화의 품질 또한 뛰어나 큰 인기를 끌었던 작품으로 2020년 하반기에, KBS 2TV 월화드라마로 방영하였다.

## 줄거리
암행어사 박문수에서 모티브를 딴 주인공 문수가 마패를 들고 호령하면 악인을 무찌르기 위한 '팬텀 솔져'라는 쥬신의 특수부대가 나타나 적을 무찌른다.

## 등장 인물
문수
신암행어사의 주인공으로 쥬신의 총사령관이었고 병이 있어서 오래 뛰지 못한다.
춘향/산도
문수의 경호원 역할을 한다. 원래 몽룡의 산도가 되기로 했지만 세뇌 당했을 때 나타난 문수가 몽룡의 죽음을 얘기하고 몽룡과의 약속에 따라 산도가 되는데 정확한 이름은 '상도'였으나 번역상 문제 탓인지 '산도'가 됐다. 춘향전의 성춘향에서 이름을 따왔다.
방자
원래 따르던 암행어사가 있었지만 쥬신이 멸망한 후 군인 1만 명 지원을 받을 수 있는 1마패가 소용이 없게 되자 헤어지고 나서 돌아다니다 문수를 만난다.
미스황
처음에는 술집 여주인으로 등장했지만 나중에 암행어사라는게 밝혀진다. 2마패 2개를 가지고 있다.
평강
영주의 외동딸이지만 병 때문에 온달과 오빠가 있다는 착각에 빠져있다가 서양의 압박에 위기가 오지만 문수의 도움으로 정신을 차리고 서양을 물리친 뒤 영지를 독립시킨다. 평강공주에서 이름을 따왔다.
원술
원래는 문수의 부하였지만 아지태가 쥬신을 멸망시킬 때 아지태의 부하가 되었다. 중간에 한 번 죽지만 아지태가 살린 뒤 마지막에 문수의 공격에 죽는다. 화랑 김원술에서 이름을 따왔다.
원효
신라의 고승인 원효에서 이름을 따왔다. 문수가 총사령관일 때 마법전대의 전대장을 담당했다. 아지태의 통치이후에는 영주를 맡았다.
을파소
고구려의 재상인 을파소에서 이름을 따왔다.
장영실
문수의 부하였지만 쥬신 멸망 이전에 아지태의 부하가 되었다. 나중에는 대장장이가 되어서 문수와 만나 문수의 부하가 된다. 조선의 과학자 장영실에서 이름을 따왔다.
아지태
정체를 알 수 없는 인물로 인간이 아니라고 스스로 밝힌다. 궁예의 부하였던 아지태에서 이름을 따왔다.
가리말디
아지태의 부하이다.
쾌타천
악수(惡獸)의 우두머리이지만 쥬신제국과의 전쟁에서 원술에게 죽임당한다. 아지태가 부활시켜 그의 부하가 된다.
해모수
쥬신의 왕이며 문수의 친구이다. 아지태에게 잡아 먹힌다. 북부여 시조 해모수에서 이름을 따왔다.
계월향
쥬신 멸망 전에 죽은 문수의 애인으로 병을 가지고 있었지만 병이 문수에게 옮겨가고나서 결국 죽는다. 임진왜란때의 계월향에서 이름을 따왔다.
홍길동
계월향의 이복동생으로 첩의 자식이다. 홍길동에서 이름을 따왔지만 여자다.

## 마패
- 1마패: 쥬신의 병사 만명을 지원받을 수 있는 마패다.
- 2마패: 쥬신의 마수를 퇴치할 수 있는 마법병단을 지원받을 수 있는 마패
- 3마패: 팬텀솔져를 소환할 수 있는 궁극의 마패
- 4마패 (2마패+2마패): 미스 황이 들고 다니며, 각시부대를 소환할 수 있는 마패